# Беладона звичайна

Беладо́на звича́йна, беладонна лікарська, белладонна звичайна (Atropa belladonna) — отруйна багаторічна трав'яниста рослина родини пасльонових (Solanaceae).
В Україні трапляється в Криму, Карпатах, західному Лісостепу, Розточчі, Опіллі; отруйна (містить ряд алкалоїдів групи атропіну). При отруєнні беладонною стан збудження нервової системи швидко змінюється її пригніченням; бувають випадки смерті. Характерна риса отруєння — розширення зіниць. Лікування: промивання шлунково-кишкового тракту, у тяжких випадках — серцеві і заспокійливі засоби. Настойки і екстракти беладонни використовують у медицині як знеболювальні і спазмолітичні засоби при захворюваннях шлунково-кишкового тракту, нервової системи, та інших захворюваннях
Беладонна культивується в Україні як лікарська рослина.

## Ботанічна характеристика
Багаторічна трав'яниста рослина заввишки до 1,5 м. Стебло розгалужене, листки яйцеподібно загострені; квітки брудно-червонуваті, поодинокі, пониклі; плід — чорна блискуча ягода.

## Поширення
Росте в листяних лісах, між чагарниками, на молодих лісосіках переважно на відкритих місцях. Природні зарості можна використати як насіннєву базу для селекційної роботи.

## Фармакологічні властивості
З лікувальною метою використовують листки (лат. Foliorum belladonnae), корені (Radix belladonnae) і траву (Herba belladonnae). Листки містять в собі алкалоїди, переважно гіосціамін, а також скополамін (гіосцин), глюкозид метилескулін, аспарагін, смолисті речовини. Корінь містить до 1,5 % алкалоїду, в основному гіосціаміну, глюкозид метилескулін і до 12 % дубильних речовин. З листя беладони виготовляють фармацевтичні препарати — екстракти і настойки, новогаленові препарати, які вживають як болезаспокійливий і протиспазматичний засоби при бронхіальній астмі, шлунковокишкових захворюваннях, а також при отруєнні морфієм. Гіосціамін розширює зіниці.

## Медичне застосування
Міцний відвар коренів призначають при паркінсонізмі. З коренів і листків одержують атропін.

## Заготівля
Листки збирають в період цвітіння, в червні — липні, 3–4 рази, в міру їх відростання. Общипують біля основи листкової пластинки. Сушать негайно в тіні.
Коріння збирають восени (вересень — жовтень) з рослин другого року. Заготовляють тільки м'ясисті, соковиті, бічні корені, видаляючи дерев'янисту основу головного кореня. Сушать в затінених, добре провітрюваних місцях.
Вся рослина отруйна, що слід враховувати під час її збирання і сушіння: не торкатися носа, очей, губ, а після закінчення роботи мити руки.